# Heterocerus montanus
Heterocerus montanus is een keversoort uit de familie oevergraafkevers (Heteroceridae). De wetenschappelijke naam van de soort is voor het eerst geldig gepubliceerd in 1906 door Grouvelle.